# Führungsanlage K20

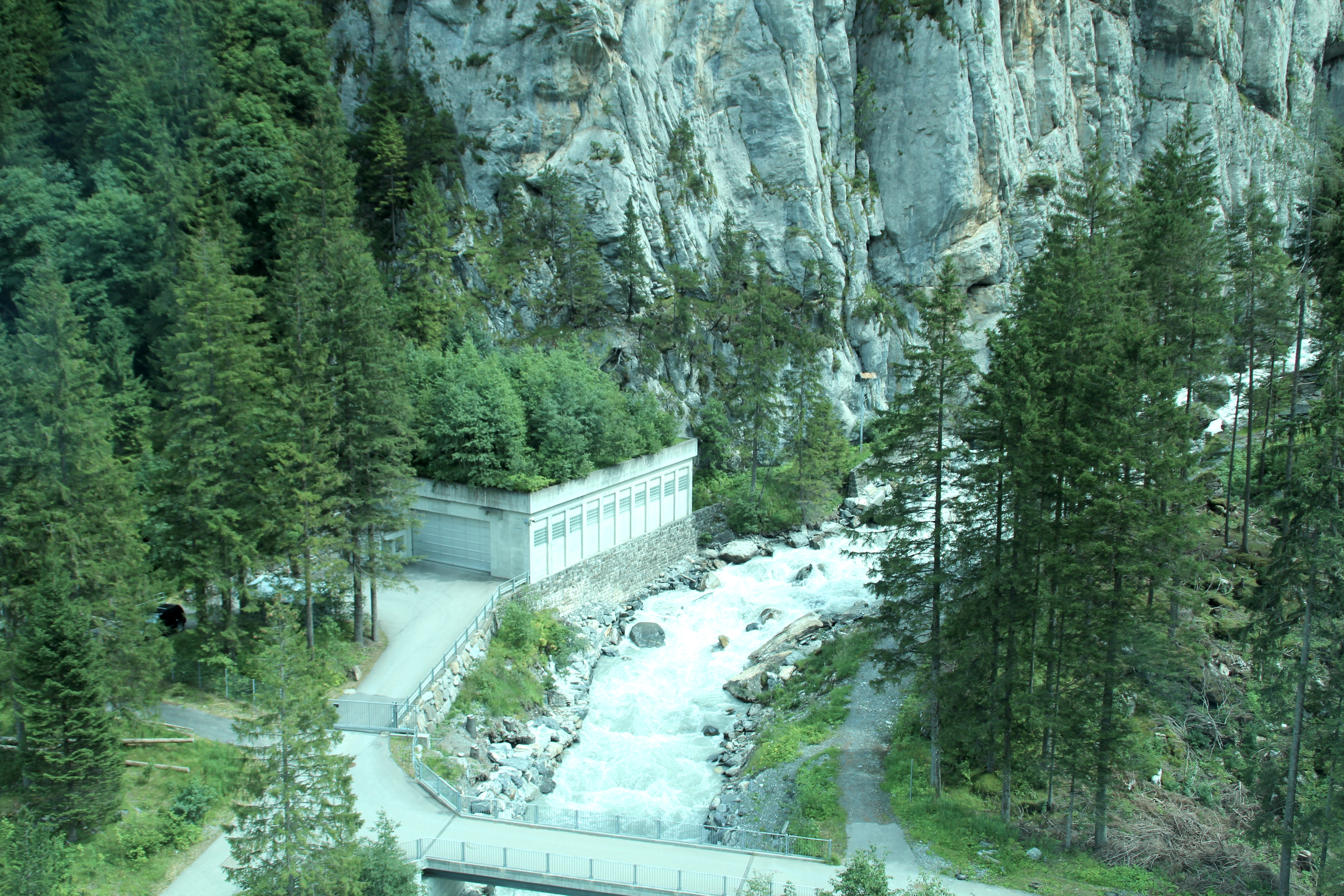
Führungsanlage K20

Die Führungsanlage K20 ist der Regierungsbunker der Schweizer Regierung bei Kandersteg im Kanton Bern. Er liegt am Eingang zum Gasterntal an der Kander.
Die Anlage wurde 1999 fertiggestellt und bietet angeblich Schutz für tausend Menschen. Die Baukosten betrugen 238 Millionen Franken; der Unterhalt kostet rund 350'000 Franken pro Jahr.

Der erste Bundesratsbunker: "Reduit Kp Bundesrat"

Der erste Bundesratsbunker war der Bunker A 8760 / K8 Brindlistollen aus dem Zweiten Weltkrieg bei der Zwing-Uri. Danach folgte in der gleichen Funktion die Anlage K10 bei Brienz, «Alpenrösli» genannt.